# Rémi Pauriol
Rémi Pauriol (Ais de Provença, 4 d'abril de 1982) és un ciclista francès, professional des del 2006 fins al 2013.
En categories inferiors va destacar en BTT, guanyant el campionat de França de cross-country junior el 2000. En amateur destaca un campionat nacional en ruta i ja com a professional els seus majors èxits són les victòries al Gran Premi d'Obertura La Marseillaise, el 2009, i al Boucles del Sud Ardecha del 2012.

## Palmarès
- 1998
  - 1r a la Copa de França cadet BTT
  - 1r al Roc d'Azur BTT
- 2000
  -  Campió de França de cross-country junior
- 2004
  - 1r al Cinturó de l'Empordà
  - 1r al Tour de Savoia
  - Vencedor d'una etapa del Tour dels Pirineus
- 2005
  -  Campió de França amateur en ruta
  - 1r a Boucles Catalanes
  - 1r al Gran Premi Souvenir Jean Masse
- 2007
  - 1r a la Ruta Adélie
  - Vencedor d'una etapa del Tour de Valònia
- 2009
  - 1r al Gran Premi d'Obertura La Marseillaise
  - 1r al Gran Premi de Lugano
- 2011
  - Vencedor de la classificació de la muntanya de la París-Niça
- 2012
  - 1r als Boucles del Sud Ardecha

### Resultats al Giro d'Itàlia
- 2006. 122è de la classificació general

### Resultats a la Volta a Espanya
- 2007. Abandona (5a etapa)
- 2010. 73è de la classificació general
- 2012. 23è de la classificació general

### Resultats al Tour de França
- 2008. 80è de la classificació general
- 2009. 43è de la classificació general
- 2010. 38è de la classificació general
- 2011. Abandona (7a etapa)